# Pittakos z Mityleny

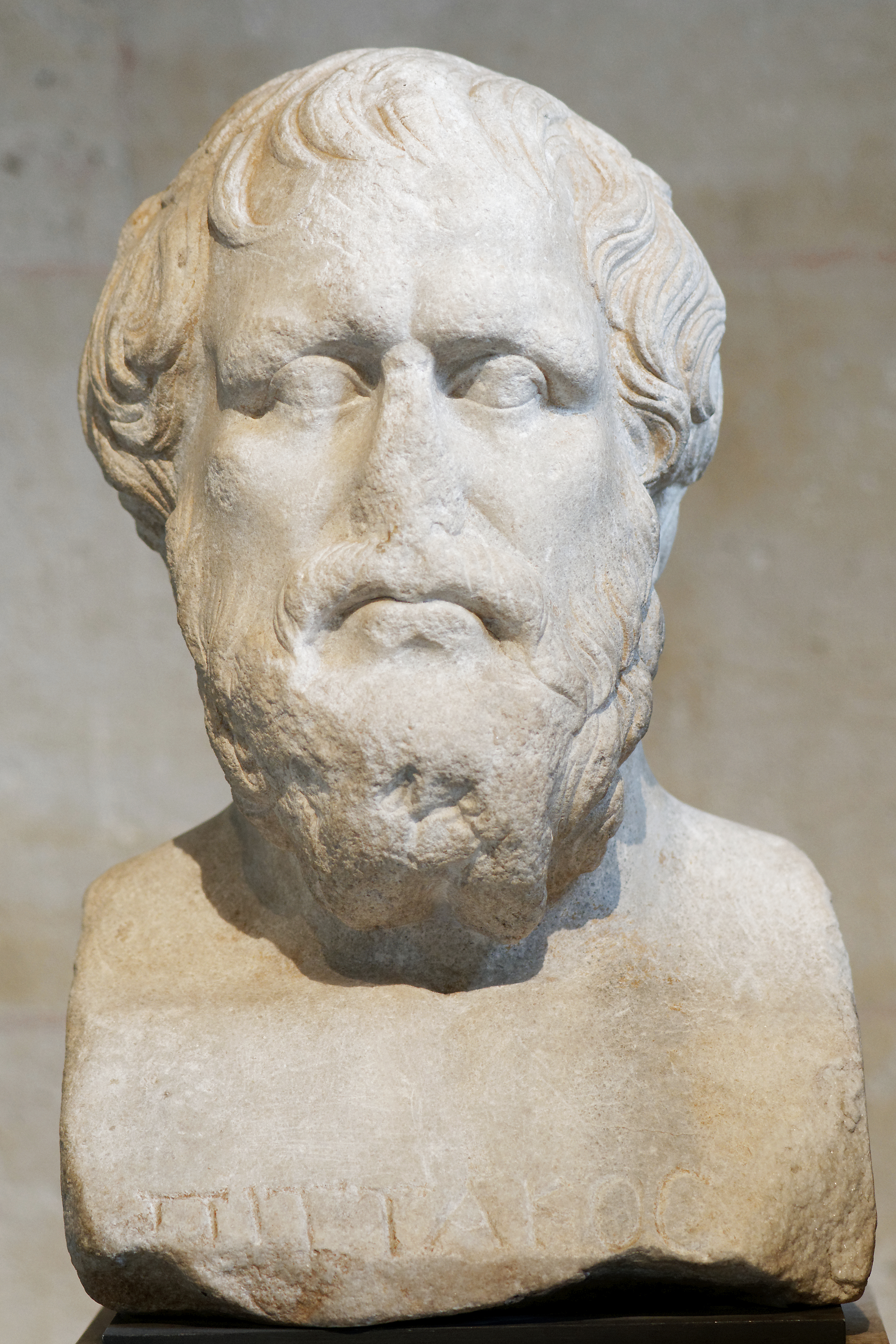
Popiersie Pittakosa, kopia rzymska znajdująca się w Luwrze

Pittakos z Mityleny (ur. ok. 648 p.n.e., zm. ok. 569 p.n.e.) – władca Mityleny, jeden z siedmiu mędrców. 
Diogenes Laertios podaje, że urodził się w Mitylenie z ojca Hyrradiosa. Uczestniczył w walkach o władzę w Mitylenie – razem z Alkajosem i jego braćmi obalił popieranego przez lud tyrana Melanchrosa (612 p.n.e.). Po obaleniu Melanchrosa władzę w Mitylenie przejął popierany przez Pittakosa tyran Myrsilos. Po śmierci Myrsilosa Pittakos przejął władzę w Mitylenie jako ajsymneta (rozjemca między ludem a arystokratami), choć przez arystokratów uznawany był za tyrana. Władzę miał uzyskać dzięki zwycięstwu nad Ateńczykami, gdy dowodził flotą mityleńską w konflikcie mityleńsko-ateńskim o terytorium Achilleidy. Ze względu na konflikty skazał na wygnanie popierających arystokrację Alkajosa i Safonę, po kilku latach ogłosił jednak amnestię. Po 10 latach rządów w Mitylenie (589–579) zrzekł się władzy. Jest autorem wielu powiedzeń o charakterze moralno-mądrościowym, które przyniosły mu sławę mędrca. Diogenes Laertios podaje, że napisał ok. 600 elegii oraz pismo o prawach.  